# Saint-Julien-en-Born
Saint-Julien-en-Born är en kommun i departementet Landes i regionen Nouvelle-Aquitaine i sydvästra Frankrike. Kommunen ligger i kantonen Castets som tillhör arrondissementet Dax. År 2022 hade Saint-Julien-en-Born 1 738 invånare.

## Befolkningsutveckling
Antalet invånare i kommunen Saint-Julien-en-Born
Referens:INSEE